# John Cook (regicida)

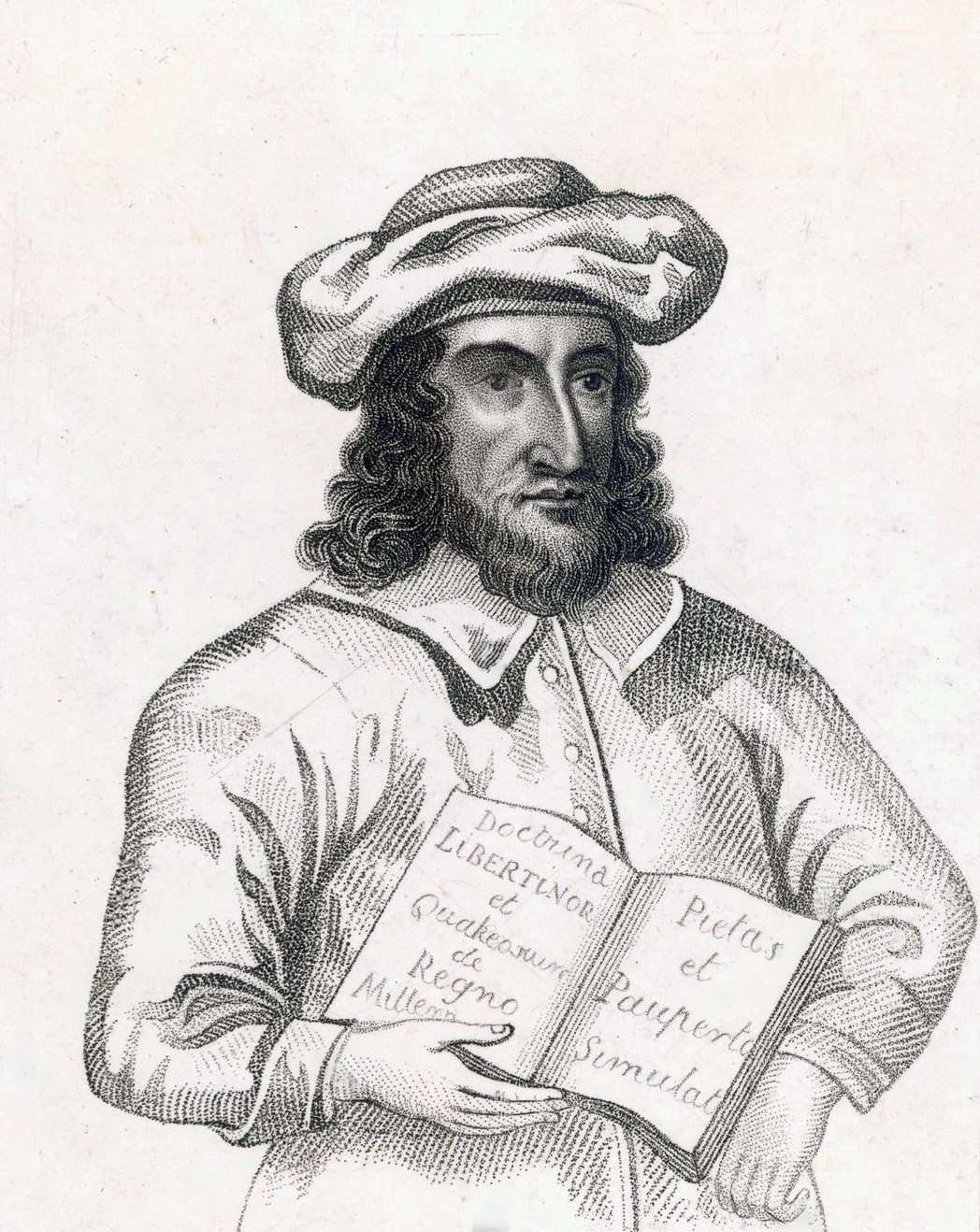
Retrato ficticio llamado John Cook.

John Cook, también escrito como John Cooke, (1608 - 16 de octubre de 1660) fue el primer procurador general de la Mancomunidad inglesa y dirigió el proceso jurídico contra el rey Carlos I de Inglaterra.
Después de la Restauración de Carlos II, Cook fue condenado por regicidio y colgado, arrastrado y descuartizado el 16 de octubre de 1660. John Cook es considerado un icono del Derecho internacional y padre del Derecho penal internacional por haber sido el primer abogado que procesó a un jefe de Estado por crímenes contra su pueblo.

## Biografía
John Cook era hijo de Isaac y Elizabeth Cook, dos granjeros de Burbage, en Leicestershire. Fue bautizado el 18 de septiembre de 1608 en la iglesia de Todos los santos de Husbands Bosworth. Recibió su educación en el Wadham College de Oxford, entre otros. Tuvo un hijo con su primera esposa, Frances (fallecida en 1658). Con su segunda esposa, Mary Chawner, tuvo una hija que era todavía un bebé cuando su padre fue ejecutado. Previamente a su nombramiento como fiscal, Cook ya se había ganado cierta fama de abogado radical y ligado al congregacionalismo.

El Sr. John Coke, difunto presidente del Tribunal Supremo de Irlanda, había visto en su juventud la mejor parte de Europa; y en Roma había hablado con tal libertad y habilidad contra las corrupciones de esa Corte e Iglesia que allí se hicieron grandes esfuerzos para atraerlo a ese interés; pero él, resuelto a no ceder a sus solicitudes, pensó que ya no era seguro continuar entre ellos, y por tanto partió a Ginebra, donde residió algunos meses en la casa del signor Gio. Diodati, ministro de la iglesia italiana de esa ciudad; después de lo cual regresó a Inglaterra y se dedicó al estudio de las leyes; y en esa profesión llegó a ser tan importante, que fue designado por el Tribunal Superior de Justicia para ser su abogado en el juicio del Rey.
Edmund Ludlow

El biógrafo Geoffrey Robertson sostuvo que Cook era un abogado sumamente original y progresista: mientras representaba a John Lilburne estableció el derecho al silencio y fue el primero en defender varias reformas radicales en las leyes. Entre estas, la regla del rango de cabina, la abolición del encarcelamiento por deudas, la abolición del uso del latín en sala, fusión del derecho y la equidad y varias restricciones a la pena de muerte. Cook fue uno de los primeros en argumentar que la pobreza era una causa del crimen y en instar a la libertad condicional para quienes robaban para procurar alimento a las familias. Originó así el deber de actuar gratuitamente para quienes no podían permitírselo. Aunque no era antimonárquico, adoptó estas posturas cuando el rey Carlos I de Inglaterra se negó a reconocer la legalidad de las cortes y no respondió a las acusaciones de tiranía.

### Proceso contra Carlos I
No había precedentes en juzgar a un rey que ejercía como tal. Otros monarcas habían sido depuestos, pero nunca llevados a juicio como reyes. John Cook aceptó redactar el escrito de la acusación, que sería llevada ante el Tribunal Superior de Justicia formado por una ley parlamentaria e integrado por 135 comisionados.
El juicio del rey Carlos I por cargos de alta traición y otros delitos graves comenzó el 20 de enero de 1649, pero se negó a declararse culpable, alegando que ningún tribunal tenía jurisdicción sobre un monarca.
Cuando Cook comenzó a leer la acusación, l rey Carlos I trató de detenerlo en dos ocasiones ordenándole que "aguantara", y golpeándolo dos veces con su bastón en el hombro. Cook ignoró el gesto, por lo que el rey Carlos se levantó para hablar, pero Cook continuó con la acusación, momento en el que el rey Carlos golpeó a Cook con tanta fuerza en el hombro que la punta plateada del bastón se rompió y cayó al suelo. El rey ordenó con la cabeza a Cook para que lo recogiera, pero el fiscal se mantuvo firme y, tras una larga pausa, el rey Carlos se inclinó para recogerlo él mismo. Este se considera un momento histórico importante que se consideró como símbolo del monarca divino inclinándose ante la ley humana.

### Juicio y ejecución
Tras la restauración de la monarquía inglesa en Carlos II, Cook fue sometido a la Ley de Indemnización y Olvido, que castigó a quienes se opusieron a la monarquía durante la Guerra civil inglesa y el Interregno (1642-1660).
Así, John Cook fue juzgado y condenado por regicidio y alta traición por su participación en el juicio a Carlos I. Fue ahorcado, arrastrado y descuartizado el 16 de octubre de 1660 junto al predicador Hugh Peter, así como otros miembros de la Revolución inglesa. Poco antes de su muerte, Cook había escrito a su esposa:

Luchamos por el bien público y hubiéramos concedido el derecho al pueblo y asegurado el bienestar de toda la gimiente creación, si la nación no se hubiera deleitado más en la servidumbre que en la libertad.
John Cook